# Лионский поход
Лионский поход 1310 года — завоевание Лиона войсками французского короля Филиппа IV.

## Лионское графство
После распада Франкской империи Лион входил в состав королевства Лотаря, затем Арелатского королевства, вместе с которым в 1034 году вошел в состав Священной Римской империи, где постепенно превратился в практически независимое государственное образование во главе с архиепископом (графство Лионне). В 1157 золотая булла императора Фридриха Барбароссы утвердила юрисдикцию архиепископа в городе.
В своем стремлении создать независимое княжество архиепископы столкнулись с противодействием соседних феодалов — графов де Форе и Савойи, а также церковного капитула и городской буржуазии, требовавших участия в управлении. К середине XIII века Лион лишь номинально признавал власть императора, но оказался в соседстве с владениями французского короля и его родственников — Карла Анжуйского, графа Прованса, и Альфонса де Пуатье, графа Тулузы.

## Усиление французского влияния
Жалобы буржуазии, обращавшейся за поддержкой к французским королям, позволили последним, начиная с 1267 года, вмешиваться во внутренние дела Лиона. Филипп III Смелый на обратном пути из крестового похода 2 мая 1271 проехал через Лион. В это время город подвергался атакам графа Савойского, и король Франции взял его под свою защиту. 2 декабря 1272 архиепископ Пьер де Тарантез принес оммаж королю. Эта присяга, содержавшая ряд ограничений, не означала перехода Лиона под власть Франции, но стала первым шагом на пути к будущей аннексии. Король поддержал епископа в борьбе с капитулом и буржуазией, запретив постановлением от 28 мая 1273 создание в городе коммуны.
В 1274, когда папа Григорий X созвал в Лионе Вселенский собор, Филипп, под предлогом обеспечения безопасности, ввел в город отряд рыцарей и сержантов под командованием Эмбера де Божё.
Недовольная буржуазия после смерти Филиппа III обратилась за помощью к графу Савойскому, который в 1286—1289 годах принял на себя функции защитника города, надеясь со временем включить его в состав своих владений. Новый король Франции Филипп IV преодолел савойское влияние, и в 1290 году заключил с Лионом новый договор. В 1305 году он прибыл в город для проведения интронизации папы Климента V.

## «Филиппины»
В сентябре 1307 архиепископ Луи де Божё, уставший от борьбы с капитулом и буржуазией, заключил в Понтуазе с королём Франции соглашение, известное как «Филиппины». Король признавал архиепископа в качестве «примата Галлии», правителя Лиона и графства Лионне, имевшего высшую юрисдикцию и право чеканить монету. При этом в Лион назначался королевский губернатор, дабы охранять права короля и города. В обмен на королевскую защиту жители были обложены налогом. Фактически это означало переход Лиона под сюзеренитет Франции. Филипп Красивый постарался добиться одобрения договора жителями, для чего послал своих людей по всем деревням Лионне, с целью разъяснения и опроса. Получив их поддержку, он представил документ для одобрения горожанам, и те, добившись внесения некоторых изменений, в мае 1308 также приняли «Филиппины».

## Конфликт
Вскоре Луи де Божё умер, и на его место был избран декан капитула Пьер Савойский. Молодой и воинственный архиепископ был против подчинения королю Франции, но поначалу ему пришлось ратифицировать соглашение, заключенное его предшественником (18.08.1308, Пуатье).
Вскоре произошел конфликт, и французские представители арестовали чиновников архиепископа. При этом король лицемерно заявлял, что и не думает покушаться на права церкви и городские вольности. Пьер начал тайные переговоры с папой, своими родственниками из Савойского дома и новым германским императором Генрихом VII. Филипп Красивый, также вступивший в переговоры с императором по поводу наследования Франш-Конте и конфликтам в Лотарингии, был вынужден временно отступить в лионском вопросе и в декабре 1309 приказал освободить людей архиепископа и не покушаться на владения церкви.
В январе 1310 Пьер Савойский находился в Париже, где канцлер Гийом де Ногаре безуспешно пытался оказать на него давление при помощи нового декана капитула. Вернувшись в Лион, Пьер пытался поднять на борьбу с Францией соседних феодалов, но сеньоры долины Роны опасались выступать против Филиппа. Собрав ополчение графства, архиепископ поднял восстание и изгнал французскую администрацию из штаб-квартиры в пригороде Сен-Жюст.

## Лионский поход
В июне 1310 в Париже начались франко-германские переговоры, завершившиеся 26 июня подписанием договора. Филипп Красивый был очень обеспокоен планами Генриха по созданию на левом берегу Роны Арелатского королевства для сына короля Неаполя, и решил нанести упреждающий удар. За два дня до окончания переговоров, 24 июня, он отдал приказ о выступлении на Лион. Для этого была собрана значительная армия под формальным командованием Людовика Сварливого, и фактическим — Карла Валуа и Луи д'Эврё. К ней присоединились войска сеньора де Божё и графа де Форе, а также Амедей V Савойский, по пути в Авиньон на переговоры с германскими послами.
В конце июня французские войска вступили на территорию графства. Слабое лионское ополчение не могло противостоять им в поле и укрывалось за стенами замков, которые не могли помешать продвижению противника. Вскоре французы осадили Лион, затем проникли в город с помощью лодок, спущенных по течению Соны. В городе, где была значительная профранцузская партия, они не встретили серьёзного сопротивления. Архиепископ был осаждён в одном из замков и 22 июля сдался своему дяде Амедею V. Тот препроводил его в Париж, где Пьера, несмотря на протесты римского папы, держали в плену до 1312 года. Вся кампания заняла меньше месяца.
В течение двух лет Лион находился под управлением военной администрации во главе с маршалом Шампани Беро де Меркёром. Некоторое количество горожан из числа сторонников церкви и архиепископа было повешено, а многие клирики отправлены в Макон в качестве заложников. 16 марта 1311 король прибыл лично, чтобы организовать управление завоёванными территориями.

## Вьеннский договор
Пьер Савойский не получил поддержки империи и феодалов Бургундского королевства. Генрих VII протестовал против аннексии Лиона, но сам был слишком занят организацией и проведением своего итальянского похода, в котором приняли участие и правители соседних с Лионом государств — Савойи и Дофине. Римский папа в декабре 1310 также заявил формальный протест против нарушения прав церкви и императора, но ни для кого не было секретом, что Климент был ставленником Филиппа Красивого.
10 апреля 1312 во время Вьеннского собора Пьер Савойский был вынужден подписать договор о признании сюзеренитета короля Франции. Церковь отказывалась от верховной юрисдикции, но сохраняла ряд привилегий, в том числе право чеканки монеты. Архиепископу назначалась компенсация в виде годовой ренты в размере 2 500 турских ливров.
Правительство Людовика X было слишком слабым, и в сентябре 1315 согласилось вернуть архиепископу право юрисдикции, а 4 августа 1320 была восстановлена светская власть архиепископа в Лионском графстве под сюзеренитетом французского короля. Апелляционный королевский суд располагался в окрестностях Лиона, а верховная юрисдикция переходила к Парижскому парламенту. В городе размещался французский гарнизон, и все жители старше 14-ти каждые 10 лет, и при восшествии на престол нового монарха должны были приносить присягу на верность.
В итоге, хотя Лион и потерял независимость, архиепископу удалось упрочить своё положение, так как отныне его светская власть была защищена королём от посягательств капитула и буржуазии.